# Lista de cidades do Tennessee

Localização do Tennessee nos Estados Unidos.

O Tennessee é um estado localizado na Região Sul dos Estados Unidos. O Censo americano de 2010 apontou que o Tennessee é o 17º estado mais populoso, com 6.346.105 residentes e o 36º estado por área total, abrangendo 109.153,09 quilômetros quadrados. Existem 346 municípios no estado do Tennessee. Os municípios do estado são classificados como "cidades" ou "vilas". O Censo americano também informou que 3.564.494 habitantes do Tennessee, ou pouco mais de 56% da população total do estado, residia em municípios incorporados, o restante residia em áreas não incorporadas.

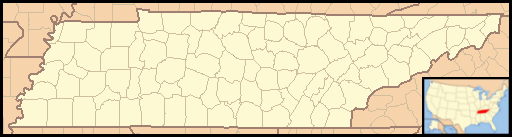
Tennessee divido pelos seu 95 condados.

## A
- Adams
- Adamsvillemiknkkm
- Alcoa
- Alexandria
- Algood
- Allardt
- Altamont
- Ardmore
- Arlington
- Ashland City
- Athens
- Atoka
- Atwood
- Auburntown

## B
- Baileyton
- Baneberry
- Bartlett
- Baxter
- Bean Station
- Beersheba Springs
- Belcamp
- Bell Buckle
- Belle Meade
- Bells
- Benton
- Berry Hill
- Bethel Springs
- Big Sandy
- Blaine
- Bluff City
- Bolivar
- Braden
- Bradford
- Brentwood
- Brighton
- Bristol
- Brownsville
- Bruceton
- Bulls Gap
- Burlison
- Burns
- Byrdstown

## C
- Calhoun
- Camden
- Carthage
- Caryville
- Cedar Hill
- Celina
- Centerville
- Chapel Hill
- Charleston
- Charlotte
- Chattanooga
- Church Hill
- Clarksburg
- Clarksville
- Cleveland
- Clifton
- Clinton
- Coalmont
- College Grove
- Collegedale
- Collierville
- Collinwood
- Columbia
- Cookville
- Coopertown
- Copperhill
- Corinth
- Cornersville
- Cottage Grove
- Counce
- Covington
- Cowan
- Crab Orchard
- Cross Plains
- Crossville
- Crump
- Cumberland City
- Cumberland Gap

## D
- Dandridge
- Dayton
- Decatur
- Decaturville
- Decherd
- Dickson
- Dover
- Dowelltown
- Doyle
- Dresden
- Ducktown
- Dunlap
- Dyer
- Dyersburg

## E
- Eagleville
- East Ridge
- Eastview
- Elizabethton
- Elkton
- Englewood
- Enville
- Erin
- Erwin
- Estill Springs
- Ethridge
- Etowah

## F
- Fairview
- Fairfield
- Farragut
- Fayetteville
- Finger
- Forest Hills
- Franklin
- Friendship
- Friensville

## G
- Gadsden
- Gainesboro
- Gallatin
- Gallaway
- Garland
- Gates
- Gatlinburg
- Germantown
- Gibson
- Gilt Edge
- Gleason
- Goodlettsville
- Gordonsville
- Grand Junction
- Graysville
- Greenback
- Greenbrier
- Greeneville
- Greenfield
- Greenland
- Gruetli-Laager
- Guild
- Guys

## H
- Halls
- Harriman
- Hartsville
- Helenwood
- Henderson
- Hendersonville
- Henning
- Henry
- Hickory Valley
- Hickory Withe
- Hixson
- Hohenwald
- Hollow Rock
- Holston
- Hornbeak
- Hornsby
- Humboldt
- Huntington
- Huntland
- Huntsville

## I
- Iron City

## J
- Jacksboro
- Jackson
- Jamestown
- Jasper
- Jefferson City
- Jellico
- Johnson City
- Jonesborough

## K
- Kenton
- Kimball
- Kingsport
- Kingston
- Kingston Springs
- Knoxville

## L
- La Follette
- La Grange
- La Vergne
- Lafayette
- Lakesite
- Lawrenceburg
- Lebanon
- Lenoir City
- Lewisburg
- Lexington
- Linden
- Livingston
- Lobelville
- Loudon
- Louisville
- Lowland
- Luttrell
- Lutts
- Lynchburg

## M
- Madison
- Martin
- Maryville
- McKenzie
- McMinnville
- Memphis
- Merryville
- Middleton
- Midway
- Milan
- Millington
- Mineral Wells
- Monterey
- Morgantown
- Morrison
- Morristown
- Moss
- Mountain City
- Mountain Home
- Mt Pleasant
- Murfreesboro

## N
- Nashville
- New Johnsonville
- New Tazewell
- Newbern
- Newport

## O
- Oak Ridge
- Oliver Springs
- Old Hickory
- Oneida

## P
- Paris
- Pikeville
- Portland
- Pulaski

## R
- Ripley
- Rockwood
- Russellville

## S
- Selmer
- Sevierville
- Sewanee
- Shelbyville
- Smartt
- Smyrna
- Sneedville
- Soddy City
- Soddy-Daisy
- South Johnson City
- South Pittsburg
- Sparta
- Spring City
- Springfield
- Springville
- Surgoinsville

## T
- Tazewell
- Terrell
- Tiptonville
- Troy
- Tullahoma

## U
- Union City

## V
- Vonore

## W
- Watertown
- Waverly
- Waynesboro
- White Bluff
- Whitlock
- Winchester
- Woodstock